# 유공 (경양후)
유공(劉共, ? ~ ?)은 전한 후기의 제후로, 교동경왕의 아들이다.

## 생애
건시 2년(기원전 31년), 경양후(頃陽侯)에 봉해졌다.
경양후 공 39년(9년), 작위가 박탈되었다.

## 출전
- 반고, 《한서》 권15하 왕자후표 下

| 선대 (첫 봉건) | 전한의 경양후 기원전 31년 정월 ~ 기원후 9년 | 후대 (전한 멸망) |